# Gräberfeld von Lilla Bjärs
Das Gräberfeld von Lilla Bjärs (deutsch „Klein Bjärs“) liegt an der Straße von Stenkyrka nach Tingstäde auf der schwedischen Insel Gotland. Den Grabformen nach zu urteilen, wurde das Gräberfeld während der gesamten Eisenzeit benutzt. Die ältesten Anlagen reichen jedoch wahrscheinlich zurück bis in die jüngere Bronzezeit.
Es umfasst ein Areal von etwa 15 ha, enthält über 1000 Grabanlagen und ist heute Gotlands größtes zusammenhängendes Gräberfeld. Sein Hauptteil liegt nördlich der Straße, zu beiden Seiten eines kleinen Waldweges, der den Überrest des vorgeschichtlichen Weges vom Gränehof nach Stenkyrka darstellt. Südlich der Straße dehnt sich das Gräberfeld bis an ein kultiviertes Moor etwa 150 m im Südwesten aus.
Die Gräber bestehen hauptsächlich aus bronzezeitlichen Steinhügelgräbern (Röse) und Steinsetzungen. Die größte Röse des Gräberfeldes, mit einem Durchmesser von 17 m, ist der so genannt „Äuglehaug“. Die Mehrzahl der Rösen weist in der Mitte Vertiefungen auf, was auf Plünderung deutet. Innerhalb des höchstgelegenen Teiles des Gräberfeldes im Nordwesten befinden sich zwei Steinkreise aus großen Feldsteinblöcken. Sie sind wahrscheinlich die Reste älterer Steinhaufengräber, deren übriges Material zur Anlage jüngerer Gräber verwandt wurde. Außerdem ist eine bronzezeitliche Schiffssetzung erhalten. 
Verstreut über das Gräberfeld finden sich etwa ein Dutzend Unterteile von Bildsteinen oder aufgerichteten Kalksteinplatten. Viele der Teile von Bildsteinen, die wahrscheinlich von diesem Gräberfeld stammen, und das Radgrab von Lilla Bjärs befinden sich in der Kirche von Stenkyrka, bzw. in Stenkyrka.